# Johannes Kreidler
Johannes Kreidler (ur. 31 maja 1946 w Horb am Neckar) – niemiecki duchowny rzymskokatolicki, biskup pomocniczy Rottenburga-Stuttgartu w latach 1991–2017.
Święcenia kapłańskie otrzymał 18 marca 1972. 
6 czerwca 1991 papież Jan Paweł II mianował go biskupem pomocniczym diecezji rottenbursko-stuttgarckiej, ze stolicą tytularną Edistiana. Sakry biskupiej udzielił mu ówczesny ordynariusz Stuttgartu - bp Walter Kasper.
2 marca 2017 przeszedł na emeryturę.